# Fiat Cronos

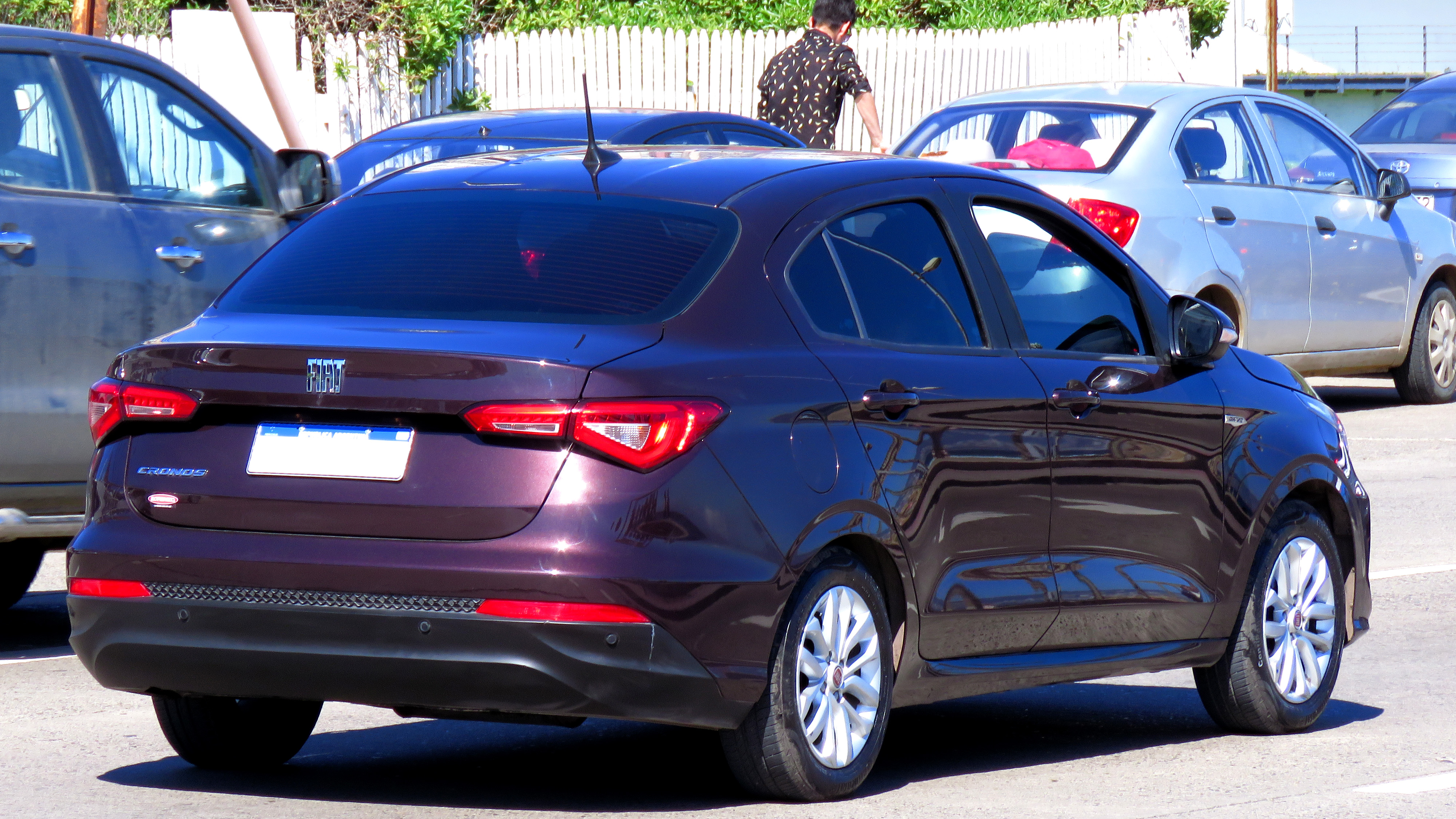
Fiat Cronos phase 1

La Fiat Cronos est une automobile de type citadine 4 portes produite par le constructeur italien Fiat dans l'usine Fiat Concord de Córdoba en Argentine.
Elle a été présentée officiellement en fin d'année 2017 et commercialisée début février 2018. Elle remplace les modèles Fiat Grand Siena et Fiat Linea sur les marchés sud-américains.
La version à 5 portes avec hayon Fiat Argo est fabriquée au Brésil par la filiale Fiat Automoveïs dans l'usine géante de Betim et est commercialisée depuis juin 2017.

## Motorisations
|                            | 1.3 Firefly            | 1.3 Firefly            | 1.8 E.torQ                | 1.8 E.torQ                |
| -------------------------- | ---------------------- | ---------------------- | ------------------------- | ------------------------- |
| Types moteurs              | 4 cylindres 2 soupapes | 4 cylindres 2 soupapes | 4 cylindres 4 soupapes    | 4 cylindres 4 soupapes    |
| Cylindrée (cm3)            | 1 332                  | 1 332                  | 1 747                     | 1 747                     |
| Alésage (mm) × Course (mm) | 70,0 × 86,5            | 70,0 × 86,5            | 80,5 × 85,8               | 80,5 × 85,8               |
| Carburant                  | Essence                | Éthanol                | Essence                   | Éthanol                   |
| Puissance maxi             | 101 ch à 6 000 tr/min  | 109 ch à 6 250 tr/min  | 135 ch à 5 750 tr/min     | 139 ch à 5 750 tr/min     |
| Couple maxi                | 135 N m à 3 250 tr/min | 140 N m à 3 500 tr/min | 185 N m à 3 750 tr/min    | 190 N m à 3 750 tr/min    |
| Boîte de vitesses          | BVM5                   | BVA5                   | BVM5                      | BVA6                      |
| Vitesse maxi               | 180                    | 184                    | 190                       | 192                       |
| 0-100 km/h                 | 9 s 6                  | 9 s 2                  | 11 s 1                    | 10 s 4                    |
| Poids à vide (en kg)       | 1 140                  | 1 148                  | 1 240                     | 1 258                     |
| Consommation (en L/100 km) | 6,7                    | 9,7                    | 7,5                       | 10,4                      |
| Pneumatiques               | 175/65 R 14            | 175/65 R 14            | 195/55 R 16 - 205/45 R 17 | 195/55 R 16 - 205/45 R 17 |

## Finitions
La nouvelle Fiat Cronos constitue une grande nouveauté en Amérique latine. Son niveau d'équipement est inégalé et correspond à une voiture de classe supérieure en finition luxueuse pour un prix très compétitif. Elle est affichée à un prix très légèrement inférieur aux modèles Fiat Grand Siena qu'elle remplace.
Contrairement à l'Argo, la Cronos ne dispose pas du système Start & Stop qui n'apporte pas de résultats significatifs sur la consommation, la voiture étant considérée comme routière.
La garantie est complète pendant 3 ans ou 100 000 km.

### Version Cronos 1.3 Drive
Dès la version de base 1.3 Drive, on trouve l'air conditionné, la direction assistée électrique progressive, le système multimédia Fiat-Uconnect, le siège de conducteur réglable en hauteur, la commande d'ouverture des portes à distance, des fenêtres, les appuie-tête et des ceintures trois points pour tous les occupants, la lunette arrière dégivrante, ancrages Isofix, éclairage du coffre, la prédisposition radio avec 2 haut-parleurs avant et 2 haut-parleurs arrière plus 2 tweeters et l'antenne et deux ports USB, serrures électriques, vitres avant électriques, volant réglable en hauteur et l'ordinateur de bord.
Les options sont regroupées dans 3 packs :
- Kit Stile - il comprend : jantes en alliage léger de 15 pouces, feux anti brouillards avant et banquette arrière fractionnable 40/60,
- Kit Parking - il comprend : caméra de recul et capteurs de stationnement arrière.
- Kit Convenience - il comprend les rétroviseurs électriques et les vitres électriques à l'arrière.

### Version Cronos 1.3 Drive GSR
Sur cette version avec boîte de vitesses automatique à 5 rapports, on dispose de l'équipement de la version 1.3 Drive auxquels s'ajoutent : système de contrôle de la trajectoire et de stabilité, vitres électriques arrière, rétroviseurs électriques et accoudoir conducteur.
Les options sont regroupées dans 2 packs :
- Kit Stile : jantes en alliage léger de 15 pouces, feux anti brouillards avant et banquette arrière fractionnable 40/60,
- Kit Parking : caméra de recul et capteurs de stationnement arrière.

### Version Cronos 1.8 Precision
Les versions 1.8 disposent de tous les équipements de la version Cronos 1.3 auxquels s'ajoutent : l'alarme anti-vol, capteurs de stationnement arrière, banquette arrière fractionnée, phares à LEDS, jantes en alliage léger de 16 pouces avec des pneus 195/55 et le volant en cuir réglable en hauteur et en profondeur.
En juin 2022, Fiat annonce arrêter de produire la Cronos 1.8. 

### Version Cronos 1.8 AT6
Cette version avec boîte automatique comprend tous les équipements de la version 1.8 Precision avec en plus, la commande de boîte automatique par palettes au volant, les poignées et garniture des porte chromées, lumières ambiantes à LEDS, accoudoir conducteur et volant gainé de cuir.
Les versions Cronos 1.8 Precision et AV6 proposent 2 packs d'options :
- Kit Stile : revêtement des sièges en cuir et jantes en alliage léger de 17 pouces avec pneus 205/45.
- Kit Tech : Fiat-Keyless Entry 'N' Go avec capteur de pluie, capteur de luminosité et rétroviseur électrochromatique, rétroviseurs extérieurs motorisés avec rabattement automatique et éclairage de confort, climatisation automatique et écran fonctionnel de 7 TFT.
- Option avec airbags latéraux avant,
- Option avec caméra de recul et écran de visualisation.

## Restylage

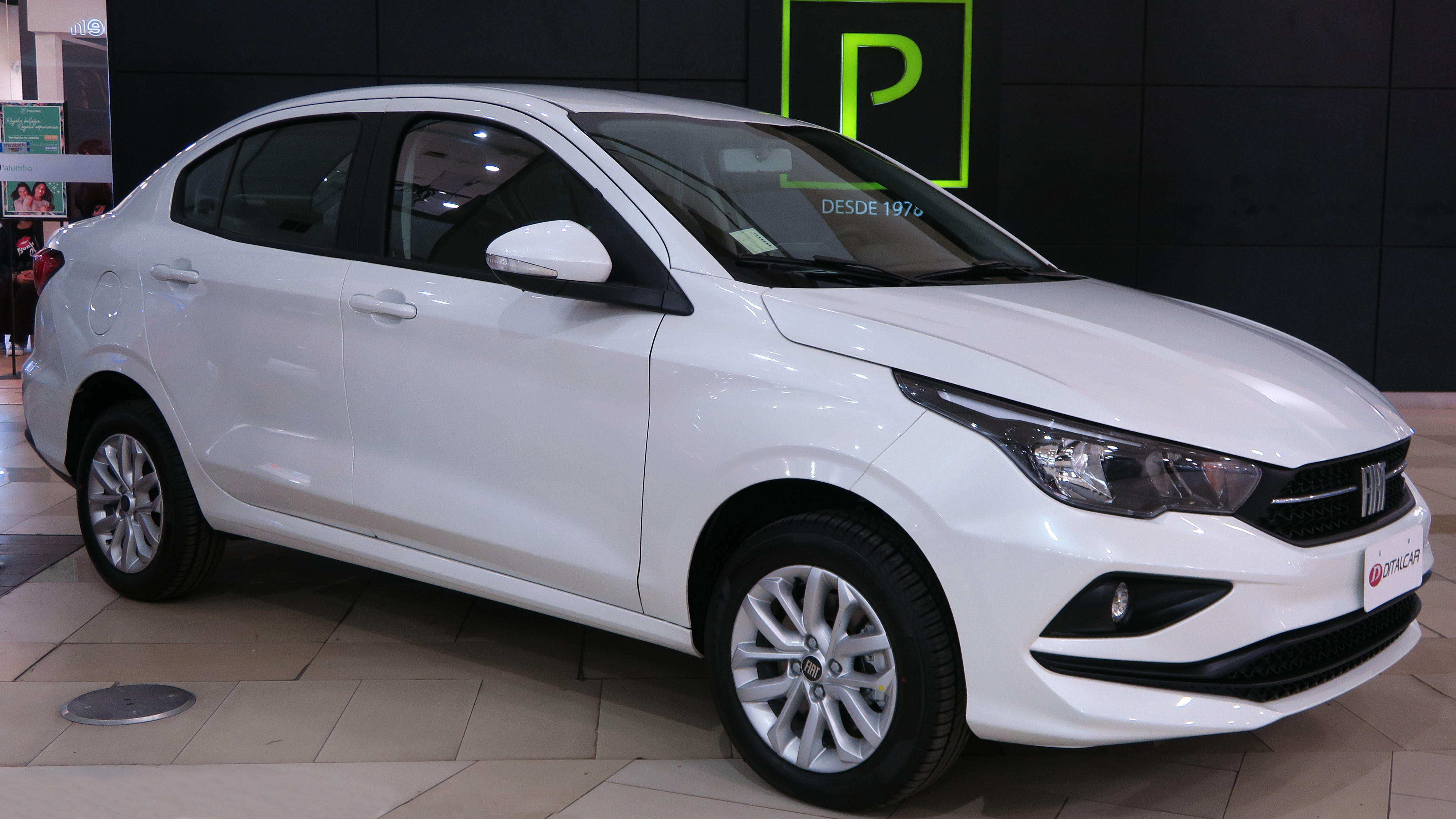
Fiat Cronos phase 2

Elle est restylée en 2022. Le moteur est 1.3L est désormais combinable avec la boite CVT. Au Brésil, le moteur 1.3L est remplacé par le 1.0L Firefly.

## Séries speciales
- HGT[6]

## Ventes
| Année | Brésil | Argentine |
| ----- | ------ | --------- |
| 2018  | 29 307 | 11 601    |
| 2019  | 24 080 | 11 048    |
| 2020  | 16 167 | 16 558    |
| 2021  | 27 890 | 37 435    |
| 2022  | 41 683 | 38 769    |
| 2023  | 50 760 | 47 580    |

La Cronos était le second véhicule de tourisme le plus vendu du marché argentin en 2020, et le plus vendu en 2021 et 2022,.